# Cryptocanthon humidus
Cryptocanthon humidus là một loài bọ cánh cứng trong họ Bọ hung (Scarabaeidae).